# Дунай (острови)
Острови Дунай — група островів у морі Лаптєвих. Розташовані в північній частині дельти Лени і відносяться до території Якутії. У групу входять острови: Єгорша, Лепешкалабит-Бьолькьойо, Дунай-Арита.
Найбільший острів Дунай-Арита і вся група названі по імені єнісейського козака Костянтина Степановича Дуная.
У радянський час на острові Дунай-Арита діяла полярна станція Острів Дунай.